# Clément Duval
Clément Duval (Sarthe, Março de 1850 - Nova York, 29 de Março de 1935) foi um famoso anarquista ilegalista nascido na França, adepto da Propaganda pelo Ato. Suas reflexões sobre os direitos individuais foram consideravelmente importantes para a conceituação da vertente anarquista da qual fazia parte.
Duval serviu no 5º batalhão de infantaria na guerra Franco-Prussiana, onde foi ferido com um morteiro e contraiu varicela. Como resultado, passou 4 dos seguintes 10 anos no hospital. Impedido de trabalhar, Duval dedica-se ao roubo.
Após passar 1 ano na prisão pelo roubo de 8 francos, Duval junta-se ao grupo anarquista A Pantera de Batinhola (La Panthère des Batignolles).
A 25 de Outubro de 1886, Duval assalta a mansão de uma socialaite parisiense e rouba 15,000 francos antes de acidentalmente incendiar a casa. Foi apanhado 2 semanas após tentando vender os bens roubados na mansão. Seu julgamento atraiu multidões de apoiadores e terminou em caos com Duval arrastado para fora do tribunal gritando "viva a anarquia!". Foi condenado à morte, mas a sentença foi alterada para trabalhos forçados na famosa Ilha do Diabo, da Guiana Francesa.
No jornal anarquista "Révolte", Duval declarou a famosa frase: "Roubo existe apenas pela exploração do homem pelo homem... quando a sociedade te recusa o direito a existir, tens de o tirar... o policia deteve-me em nome da lei, eu abati-o em nome da liberdade!".
Duval passa os seguintes 14 anos na prisão, tentando a fuga mais de 20 vezes. Em Abril de 1901, tem sucesso e voa para Nova Iorque, onde vive até aos 85. As suas memórias são publicadas 1929 e reeditadas com a ajuda de Marianne Enckell : "Moi, Clément Duval, bagnard et anarchiste".